# Schronisko Štefánika
Schronisko Štefánika (słow. Chata M. R. Štefánika pod Ďumbierom, Štefánička) – schronisko turystyczne położone w Niżnych Tatrach pod najwyższą górą pasma – Dziumbierem. Znajduje się u południowo-wschodnich podnóży kopuły szczytowej Dziumbiera, na wysokości 1728 m n.p.m.

## Historia
W 1902 powstał w tym miejscu schron turystyczny pod nazwą Karlova ochranná chata, z którego do dzisiaj pozostała tylko góra kamieni. Wybudowało go  Węgierskie Towarzystwo Karpackie (węg. Magyarországi Kárpát Egyesület).
Po I wojnie światowej Klub Czechosłowackich Turystów (oddział KČST Ďumbier z miejscowości Podbrezova) zdecydował się wybudować tutaj schronisko. Kamień węgielny pod budowę położono w lipcu 1924 r. Zaczęła go stawiać firma z Uherskiego Brodu, ale wkrótce zrezygnowała z powodu złych warunków atmosferycznych. Budowę kontynuowała firma Šašinka z Popradu. Uroczyste otwarcie obiektu miało miejsce 9 września 1928 r. Nazwano go "Chatą generała Milana Rastislava Štefánika – słowackiego astronoma, pilota z czasów I wojny światowej i polityka, bohatera narodowego Słowaków. Pierwszym chatarem został Róbert Petrla, a obsługę stanowili byli pracownicy Šašinki. Zapasy były dostarczane z Doliny Jánskiej. Schronisko było pierwszym, jakie powstało w tej części Niżnych Tatr.
W 1938 r. obiekt przejęła nowo utworzono organizacja – Klub Słowackich Turystów i Narciarzy (słow. Klub slovenských turistov a lyžiarov, KSTL). W okresie II wojny światowej podczas słowackiego powstania narodowego w tej części operowali słowaccy, francuscy i radzieccy partyzanci (o czym przypomina pomnik stojący obok schroniska), a sam budynek został uszkodzony od wybuchu granatu (lub przypadkowego pocisku artyleryjskiego). W przeciwieństwie jednak do większości obiektów KSTL, budynek po remoncie nadawał się do ponownego przyjmowania turystów. Po wojnie, w latach 50., przemianowano go na Chatu Hrdinov SNP na Ďumbieri. 21 lipca 1990 r. powrócono do dawnej nazwy, o czym przypomina pamiątkowa tablica z podobizną M.R. Štefánika na budynku schroniska.
Obecnie obiekt jest własnością Klubu Słowackich Turystów (Klub Slovenských turistov), a chatarem (dzierżawcą i kierownikiem) jest Igor Fabricius (od 1991 r.).

## Wyposażenie
- 48 miejsc noclegowych (tylko ze śniadaniem) w pokojach 8-osobowych,
- restauracja,
- pełny węzeł sanitarny.

Praktycznie wszystkie materiały i żywność są do schroniska wnoszone z Trangoški przez tragarzy zwanych tu nosiczami. Tragarz za jednym kursem wnosi przeciętnie 60 kg ładunku. W ciągu roku do schroniska wnoszony jest towar o wadze 40 tys. kilogramów. Rekordzistą wśród tragarzy jest aktualny kierownik chaty, I. Fabricius, który wniósł do schroniska towary o łącznej masie ponad 173 tys. kilogramów.

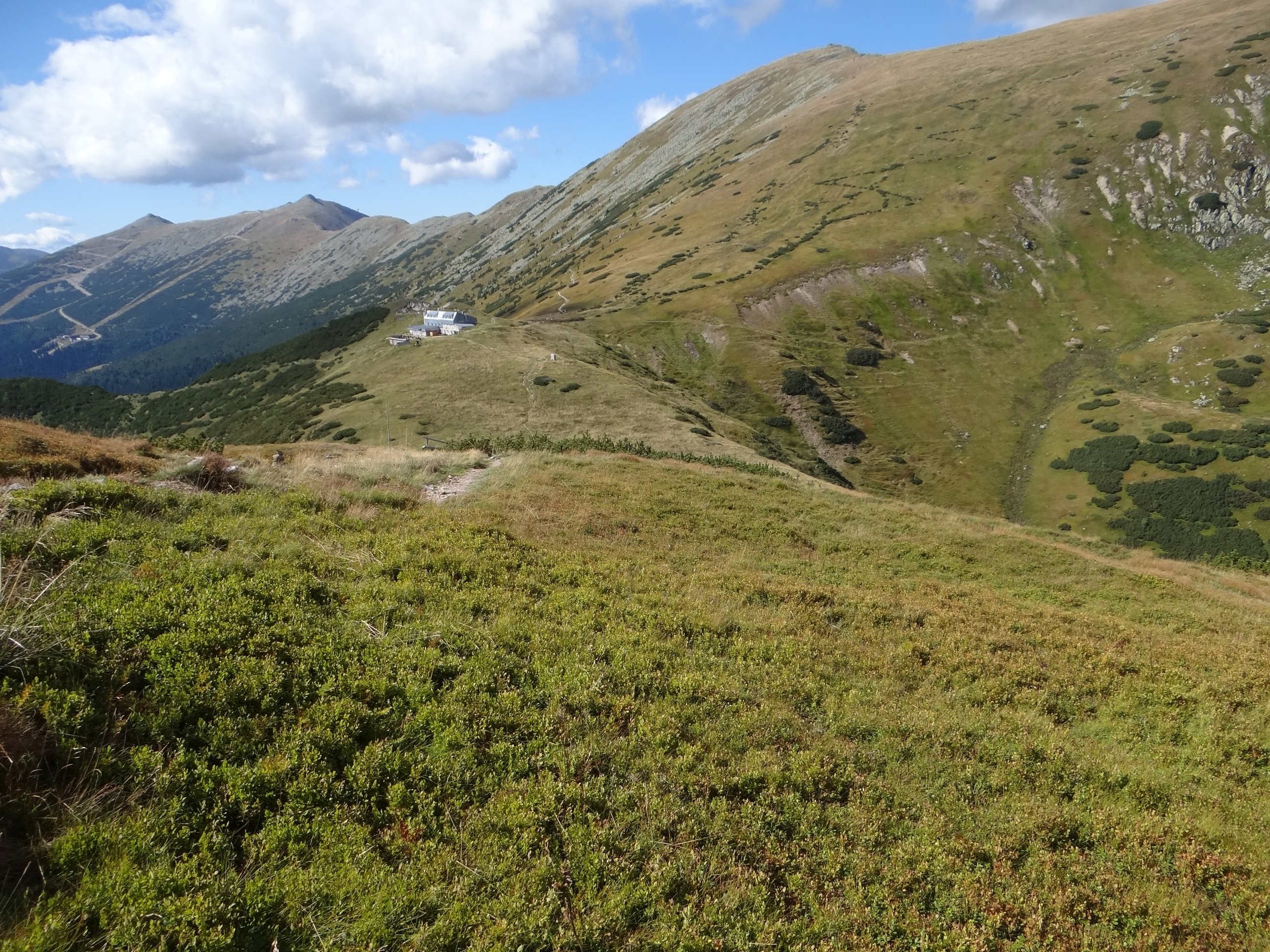
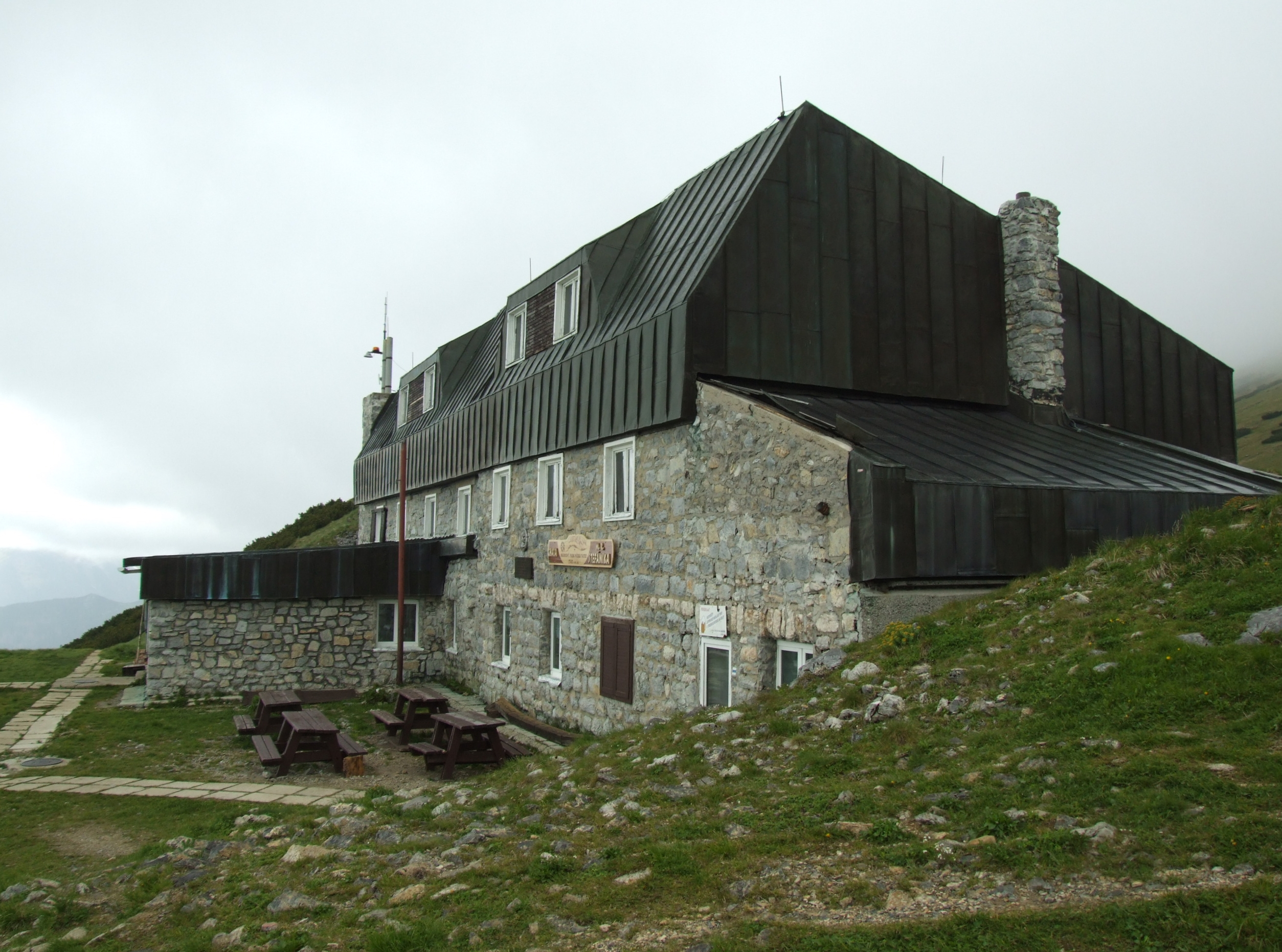
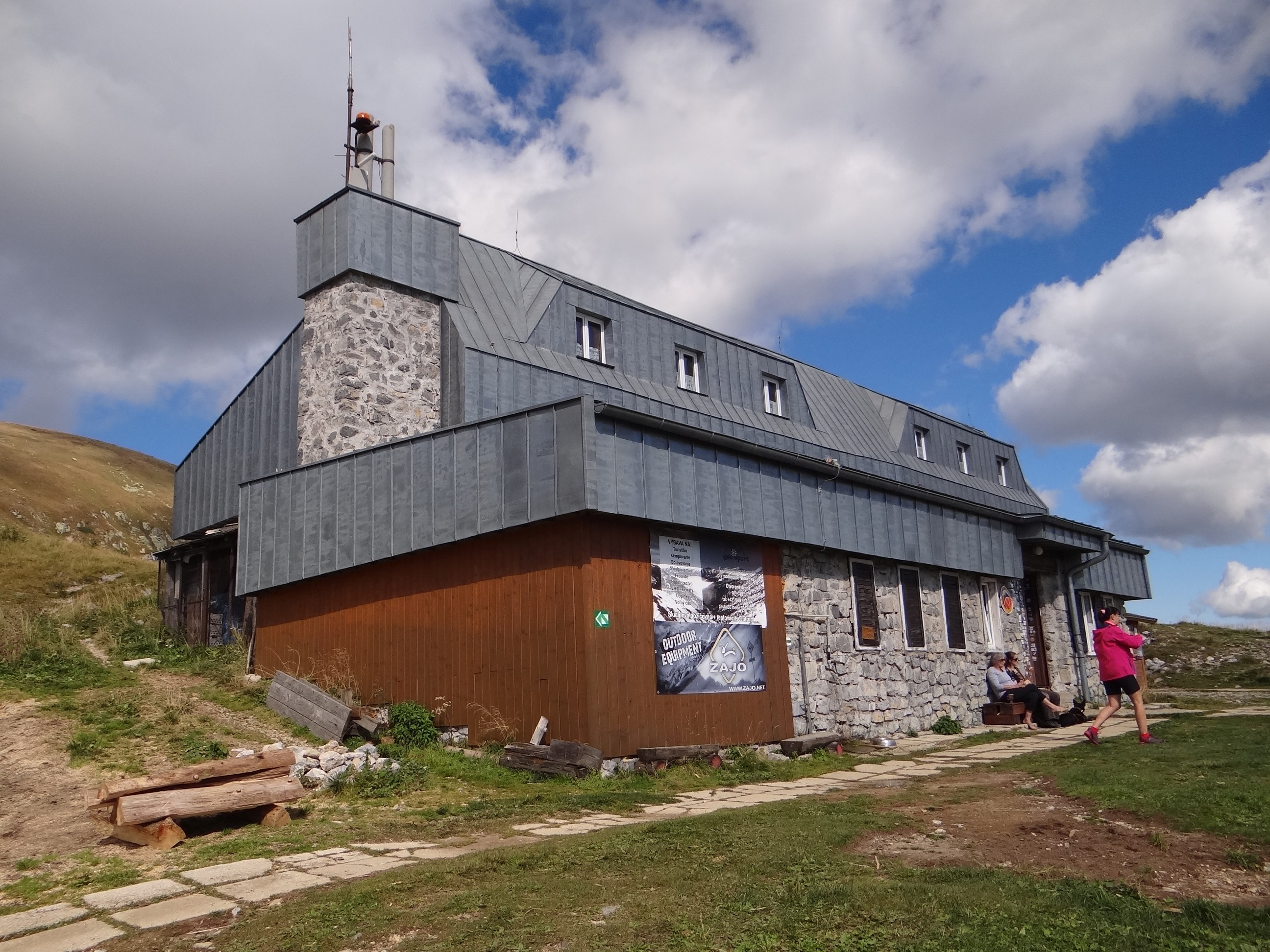
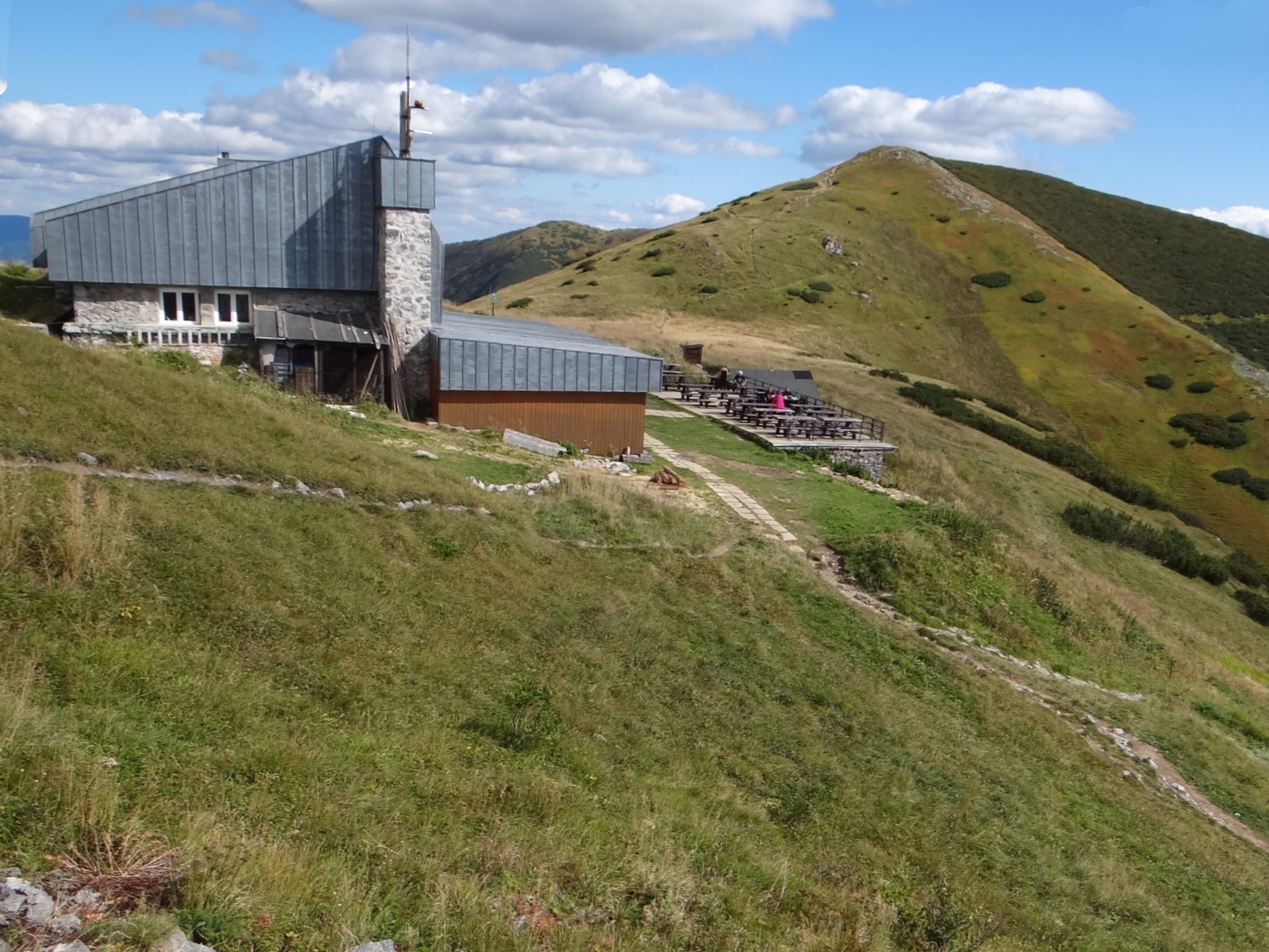
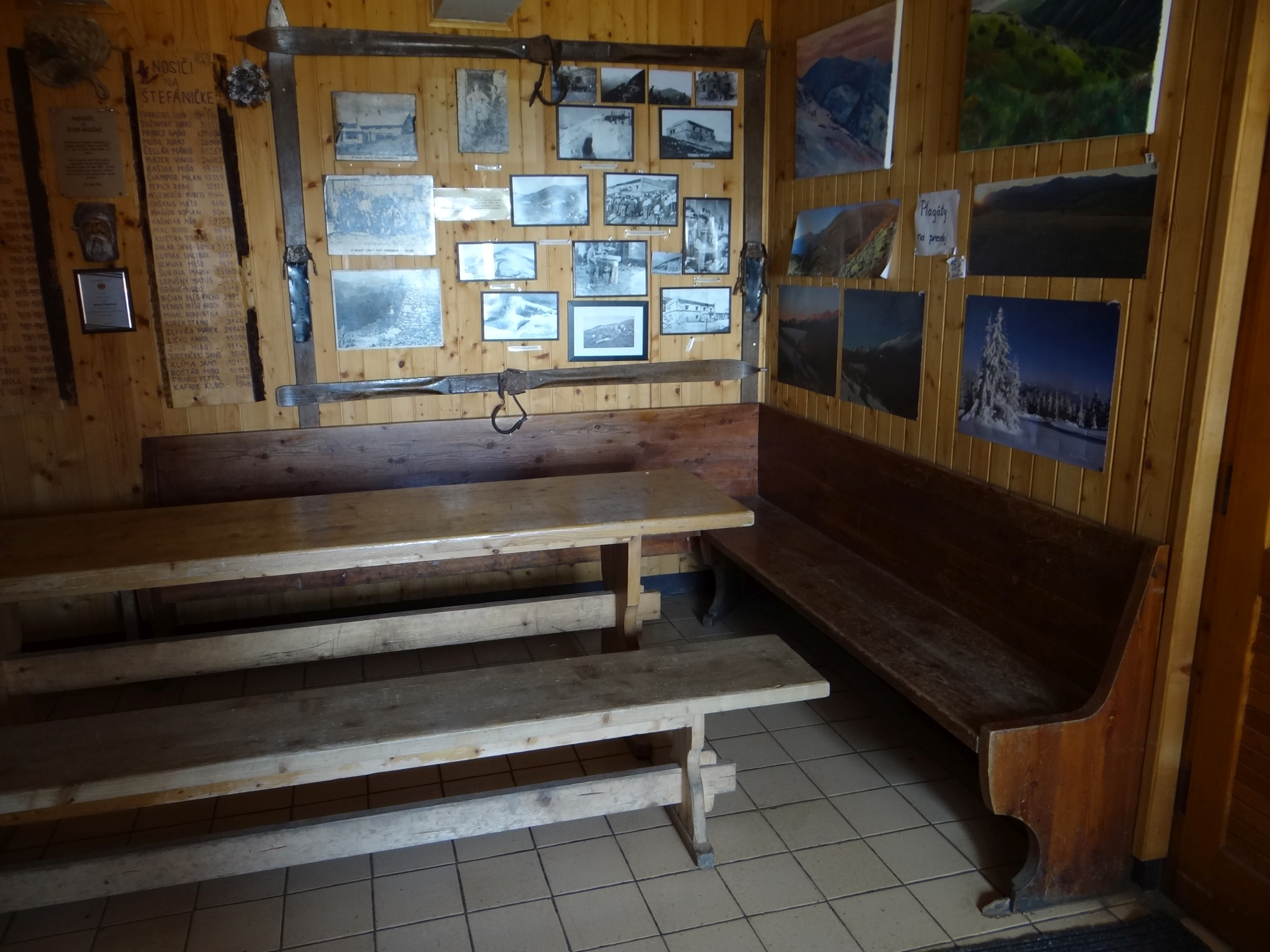

## Otoczenie schroniska
W 2018 r. w pobliżu schroniska została odsłonięta pamiątkowa tablica, poświęcona artyście malarzowi Zoltánowi Palugyaowi (1898-1935), który zginął 18 września 1935 r. po upadku z Dziumbiera do Doliny Jańskiej.

## Szlaki turystyczne
Chata M. R. Štefánika jest ważnym węzłem turystycznym. Przebiegają tędy szlaki:
  – Cesta hrdinov Slovenského národného povstania (najdłuższy pieszy szlak słowacki) z Krúpovej hoľi – 0.40 godz (↑ 0,50 godz.; skąd biegną szlaki m.in. na Dumbier i Chopok) do przełęczy Kumštové sedlo – 1.15 godz (↑ 1.50 godz)
  – z Czertowicy przez Lajštroch – Rovienky – Kumštové sedlo – Králička. 3 h (↓ 2,30 h)
  – z hotelu górskiego Kosodrevina – 1.25 godz. (↓ 1.10 godz) do Doliny Jánskiej – 4.25 godz. (↑ 5.45 godz.).
  – z ośrodka narciarskiego Mýto pod Ďumbierom – 3.55 godz (↓ 2.55 godz.) do przełęczy Bocianske sedlo – 0.50 godz (↑ 1.25 godz).
  – z hotelu górskiego Trangoška – 1.55 godz (↓ 1.15 godz) do Krúpovej hoľi.
W pobliżu schroniska (poniżej, zejście szlakiem zielonym ku Trangošce) znajduje się Jaskinia Martwych Nietoperzy (słow. Jaskyňa mŕtvych netopierov), otwarta dla turystów.